# Walking on a Rainbow
Walking on a Rainbow – debiutancki album niemieckiego zespołu Blue System wydany 2 listopada 1987 przez wytwórnię Hansa Records. Album został wydany zaraz po ostatnim albumie zespołu Modern Talking In The Garden Of Venus.
Album zawiera 8 utworów, spośród których, sześć to wersje "maxi".

## Lista utworów
LP (Hansa 208 696) – 2 listopada 1987
| 1. | Gangster Love (Maxi Version)      | 4:24  |
|    |                                   |       |
| 2. | Sorry Little Sarah (Maxi Version) | 5:12  |
|    |                                   |       |
| 3. | She's a Lady (Maxi Version)       | 4:59  |
|    |                                   |       |
| 4. | Voodoo Nights                     | 3:23  |
|    |                                   |       |
| 5. | Love Me More (Maxi Version)       | 4:57  |
|    |                                   |       |
| 6. | Emanuelle (Maxi Version)          | 4:19  |
|    |                                   |       |
| 7. | Big Boys Don't Cry (Maxi Version) | 5:05  |
|    |                                   |       |
| 8. | G.T.O.                            | 3:28  |
|    |                                   |       |
|    |                                   | 35:47 |
|    |                                   |       |

## Twórcy
- Muzyka: Dieter Bohlen
- Autor tekstów: Dieter Bohlen
- Wokalista: Dieter Bohlen
- Producent: Dieter Bohlen
- Aranżacja: Dieter Bohlen
- Współproducent: Luis Rodríguez